# 前427年
| 千纪： | 前1千纪 |
| 世纪： | 前6世纪 \| 前5世纪 \| 前4世纪 |
| 年代： | 前450年代 \| 前440年代 \| 前430年代 \| 前420年代 \| 前410年代 \| 前400年代 \| 前390年代                                                                       |
| 年份： | 前432年 \| 前431年 \| 前430年 \| 前429年 \| 前428年 \| 前427年 \| 前426年 \| 前425年 \| 前424年 \| 前423年 \| 前422年                                         |
| 纪年： | 周考王十四年 魯元公十年 齊宣公二十九年 晉幽公七年 趙襄子四十九年 秦懷公二年 楚簡王五年 宋昭公四十二年 衛昭公五年 鄭共公二十八年 燕閔公十二年 越王朱勾二十一年 |

## 大事记
- 季孙氏据费邑自立为费国。
- 燕国、赵国、韩国、楚国和魏国联军攻秦国。
- 伯罗奔尼撒战争：雅典迫使米提利尼投降，并攻占波提狄亚。
- 雅典流行鼠疫。

## 出生
- 柏拉图，古希腊哲学家，约出生于前427年（逝世前347年）